# 中国教育报
《中国教育报》是由中华人民共和国教育部主管，中国教育报刊社主办的一份面向全国教育界的教育类报刊。1983年7月7日正式创刊。

## 历史沿革
1982年8月，中华人民共和国教育部党组向中共中央宣传部提出出版《中国教育报》的意见，很快得到同意的批复。潘铭负责主持《中国教育报》筹备工作，编辑部人马大多从《人民教育》、《高等教育战线》杂志社抽调。1983年3月3日，发行《中国教育报》试刊第1期，此后每周出一期。邓小平题写报名。试刊第1期第1版发表了时任教育部长何东昌的文章《教育改革要从中国的实际出发》，还刊登了慰问首都教师新春联欢会的特写、山西省芮城县风陵渡中学进行教育改革的报道以及社论《认真办好农村普通中学》。1983年7月7日出版正式刊。
1985年9月14日，《中国教育报》成立上海记者站。1993年1月1日，《中国教育报》改为日报。2000年6月，《中国教育报》网络版正式推出。2006年7月1日，《中国教育报》网络版改为中国教育新闻网，并开始试运行。同年8月28日正式更名，11月8日正式开通。
2018年，报纸入选2017年全国百强报纸推荐名单。

## 历任领导
总编辑
- 刘仁镜[7]
- 翟博（2011年7月－2014年8月）